# Alma Sabatini
Alma Sabatini, née à Rome le 6 septembre 1922 et morte dans la même ville le 12 avril 1988, était une essayiste, linguiste et enseignante italienne, militante féministe engagée dans de nombreuses batailles.

## Biographie
Née à Rome dans une famille aisée, elle est diplômée en littérature moderne à l'Université La Sapienza de Rome en 1945. Grâce à des bourses d'études, elle  perfectionne sa connaissance de la langue anglaise aux États-Unis d'Amérique et à Liverpool.
Elle est enseignante dans les collèges et lycées jusqu'à sa retraite en 1979. Elle consacre à temps plein ses dernières années au mouvement féministe.
Active au Parti radical depuis les années 1960, Sabatini est en 1971 l'une des fondatrices, et la première présidente, du Mouvement de libération des femmes qui lutte avec des méthodes non violentes pour la légalisation de l'avortement, contre le sexisme et le patriarcat. Au milieu de la même année, elle se détache du mouvement avec quelques femmes pour organiser un groupe de conscience de soi et discuter de sexualité et de leurs expériences personnelles. Le 8 mars 1972, lors de la manifestation sur la Place Campo de' Fiori à Rome après une charge policière, Alma est blessée à la tête et admise aux urgences.
En 1973, Daniela Colombo, Agense De Donato, Gabriella Parca, Danielle TuroneLantin, Grazia Francescato, Adele Cambria, Lara Foletti et  Alma Sabatini créent  Effe le premier magazine féministe en Italie. Elle a publié de nombreux articles dans les magazines Effe et Quotidiano Donna sur la cause féministe telles que l'avortement, la maternité, la sexualité, l'égalité des chances, la prostitution et le mariage
Dans la même période, elle participe au Collectif féministe Via Pompeo Magno, devenu plus tard Movimento femminista romano (Mouvement féministe romain), contribuant à la diffusion d'un bulletin d'information mensuel et aux luttes contre l'exploitation des prostituées et pour la légalisation de l'avortement. Pour soutenir cette dernière cause, elle adopte la pratique de l'auto-dénonciation en signe de solidarité avec Gigliola Pierobon, jugée pour avoir avorté. Elle a été acquittée de l'accusation d'avortement et d'apologie d'un crime en 1976.
Une correspondance étroite avec des féministes américaines telles que Diana Russell, Marcia Keller, Karen DeCrow et Betty Friedan, lui a donné l'occasion de voyager dans différentes villes des États-Unis d'Amérique, pour des conférences sur le féminisme italien.
En 1986, au nom de la Commission nationale pour l'égalité des chances entre les femmes et les hommes, créée à la présidence du Conseil des ministres, Alma Sabatini a édité la publication Il Sessismo Nella Lingua Italiana (Sexisme en langue italienne), proposant l'élimination des stéréotypes de genre dans les écoles et  l'édition scolaire.
Sabatini a mis en évidence la prédominance du genre masculin, également utilisé en italien avec un double sens (le soi-disant masculin neutre) qui annule la présence d'un sujet féminin. Elle a souligné le manque d'usage des termes institutionnels et de pouvoir déclinés au féminin. Malgré les critiques reçues, son travail a ouvert un débat sur la nécessité de rénover la langue italienne.
Elle a épousé le professeur Robert Braun après une longue cohabitation. Ils décèdent à Rome dans un accident de voiture le 12 avril 1988.
Après son décès accidentel, les féministes romaines créent le Centro femminista internazionale Alma Sabatini en occupant le bâtiment du Bon Pasteur.